# Pseudophilotes panoptes
Pseudophilotes panoptes är en fjärilsart som beskrevs av Jacob Hübner 1803/18. Pseudophilotes panoptes ingår i släktet Pseudophilotes och familjen juvelvingar. IUCN kategoriserar arten globalt som nära hotad. Inga underarter finns listade.

## Bildgalleri

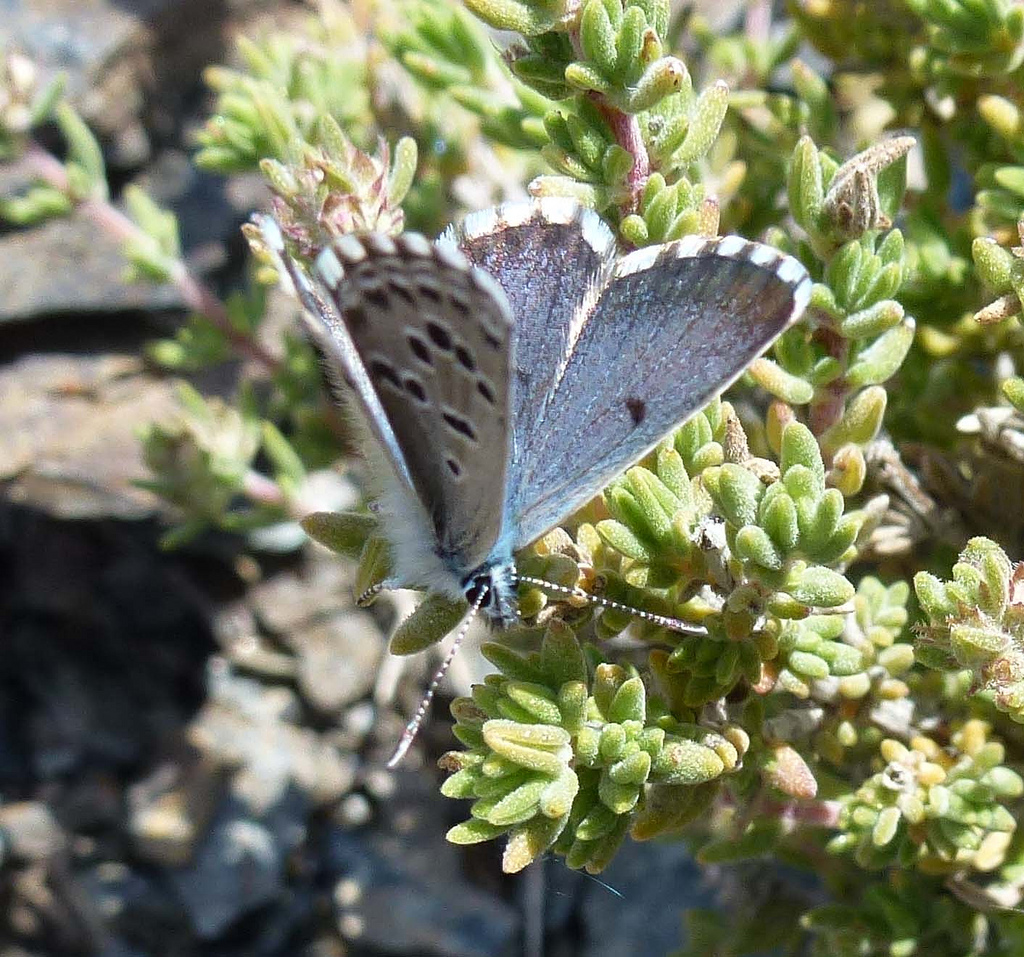
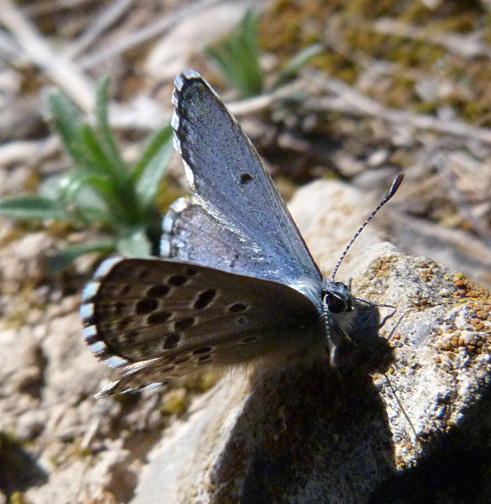
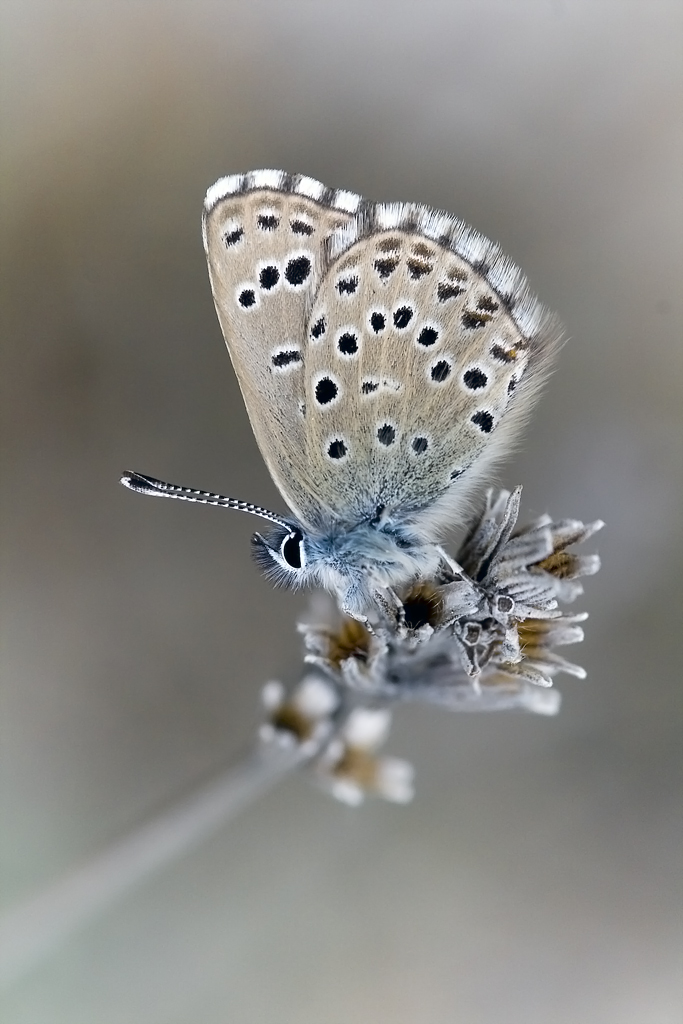